# 阿爾達·居萊爾
阿爾達·居萊爾（發音：[aɾˈda ˈɟylæɾ] ⓘ；2005年2月25日—）是一名土耳其足球运动员，司職進攻中場。現効力於西甲球隊皇家馬德里，以及是土耳其国家足球队成员。

## 俱樂部生涯

#### 職業初期
居萊爾於2014年在安卡拉的青年聯合體育展開了他的職業足球生涯 ，並於2019年加入費內巴切青年隊。

#### 費內巴切時期
居萊爾於2021年1月13日與費內巴切簽署了一份為期兩年半的職業合同。他被認為是一個神童，被視為未來的一大前景。

#### 2021–22 賽季
居萊爾在2021–22年歐霸盃附加賽對陣HJK赫尔辛基的比賽中，作為替補球員首次亮相。比賽於2021年8月19日在薩拉科格魯球場舉行，最終費內巴切以1-0獲勝。三天后，在個人首場土超比賽中，居勒助攻米哈·扎伊奇在比賽第89分鐘打入全場唯一進球。
隨著賽季的進行，他開始獲得更多的上場機會。 2022年3月，居萊爾成為球隊在土超歷史上最年輕的進球者，三週前他剛滿 17 歲。截至2022年5月，居萊爾在255分鐘的出場時間內，打進3球並送出3次助攻。
因為他優越的表現引起注意，包括英超豪門阿森納、利物浦、德甲的拜仁慕尼黑、多特蒙德、西甲球會巴塞隆納及法甲豪門巴黎圣日耳曼等來自五大聯賽的強大俱樂部都表現出了簽下他的興趣。
2022年3月17日，費內巴切宣布與他簽訂了一份為期三年的合同。

#### 皇家馬德里
2023年7月6日，西甲球隊皇家馬德里宣布與居萊爾簽訂一份為期六年的合同，有效期至2029年6月。這筆交易是通過觸發他的解約金條款而達成的，首期付款為2000萬歐元，這超出了他與費內巴切之前合同中1750萬歐元的條款。居萊爾要求皇馬支付超出其解約金條款的費用，以便為他的前俱樂部獲得資金。結果，皇馬觸發了他的解約金條款並支付了2000萬歐元，這比他目前的解約條款還要多。
2024年3月10日，居萊爾在補時第4分鐘（即被換上場第5分鐘）攻入他在皇馬的首個進球，幫助皇馬4-0戰勝皇家維戈塞爾塔。

## 國家隊生涯
居萊爾是一名土耳其青年國腳，曾效力於土耳其U21國家隊。2022年11月19日，他在與捷克的一場2-1獲勝的友誼賽中首次代表土耳其国家足球队亮相。
2023年6月19日，他在2024年歐洲國家盃外圍賽對陣威爾士的比賽中攻入代表土耳其隊的首個國家隊進球。

## 球風特色
居勒爾是一名左腳球員，主要擔任進攻中場，也能客串邊鋒，活動範圍在球場右側。
居勒爾以其在小空間內處理球的能力而聞名，並擁有令人印象深刻的盤帶技巧、視野、創造力、高於平均水平的傳球技巧和出色的定位球技術，是一名優秀的組織核心

## 榮譽
費倫巴治
- 土耳其盃冠軍: 2022–23[11]

 皇家馬德里
- 西班牙超級盃冠軍：2023–24[12]
- 西班牙甲組足球聯賽冠軍：2023–24
- 歐洲聯賽冠軍盃冠軍：2023–24
- 欧洲超级杯 冠軍：2024

## 外部連結
- Soccerway資料庫：阿爾達·居萊爾
- 阿爾達·居萊爾位于土耳其足协的网页